# 트레인코스

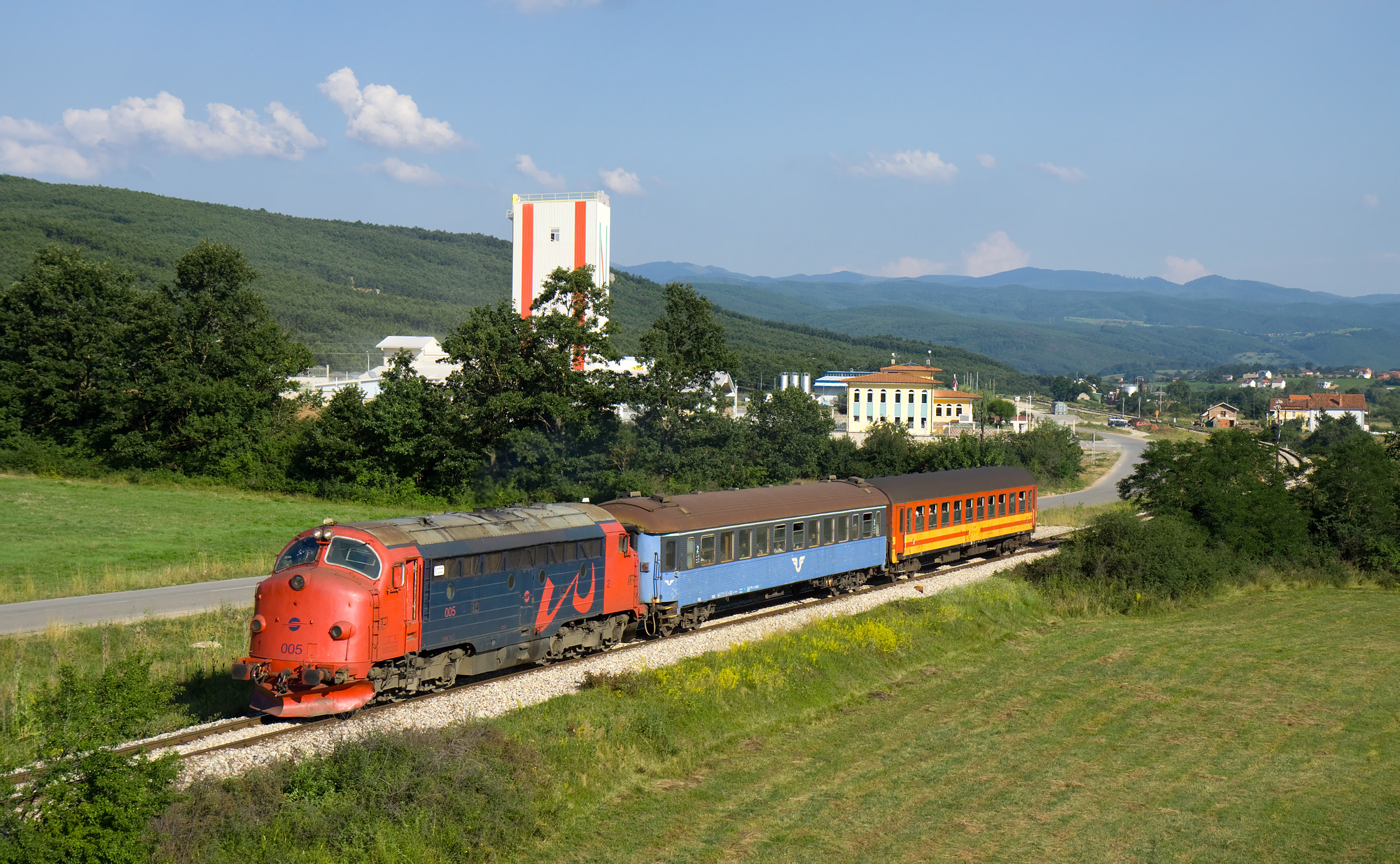

트레인코스(Trainkos)는 코소보에 본사를 둔 민간 철도 회사로, 코소보의 국영 철도 운송업체이기도 하다. 2011년 인프라코스와 함께 설립된 이 두 회사는 분할되어 민영화된 공공 회사인 코소보 철도의 후속 회사다. 트레인코스는 승객과 화물을 위한 철도 서비스를 제공합한다.

## 역사
오스만 제국 지배 시기, 유대인 사업가 모리스 허쉬가 사장으로 있던 오리엔탈 철도 회사 (Compagnie des Chemins der Fer Orientaux)가 코소보에 처음 철도를 부설했다. 테살로니키에서 시작된 철도는 북쪽 스코페를 거쳐 1873년에 미토로비차에 도달했다. 원래 코소보 철도는 코소보 전쟁 전에는 유고슬라비아 철도와 세르비아 철도가 운행하고 있었지만, 현재는 1999년에 유엔 코소보 임시행정부로부터 설립된 조직이다. 설립 초기에는 국제 안보 부대 군인이 운행하고 있었지만, 2000년부터 민간인이 운행하기 시작했다.